# Краткая история семи убийств
«Краткая история семи убийств» (англ. A Brief History of Seven Killings) — роман ямайского писателя Марлона Джеймса, опубликованный в 2014 году. За этот роман Джеймс был удостоен Букеровской премии 2015 года, став первым писателем с Ямайки, получившим эту награду.

## Сюжет
Действие романа охватывает несколько десятилетий. В романе исследуется покушение на убийство Боба Марли в конце 1970-х годов, а также целый ряд других исторических событий.

## Признание
HBO уже заявила о планах на экранизацию романа.
«Это как если бы Тарантино переснял „Тернистый путь“, но с саундтреком Боба Марли и сценарием Оливера Стоуна и Уильяма Фолкнера… Масштабный, мифический, чрезмерный, колоссальный и головокружительно сложный», — написала Митико Какутани в рецензии на книгу в The New York Times.